# Виблискуючі сідла
«Виблискуючі сідла» — американська сатирична постмодерністська вестерн чорна комедія 1974 року, знята Мелом Бруксом, який написав сценарій разом з Ендрю Бергманом, Річардом Прайором, Норманом Стейнбергом і Аланом Угером, заснований на оповіданнях Бергмана. У фільмі зіграли Клівон Літтл і Джин Уайлдер. Фільм отримав загалом позитивні відгуки від критиків і глядачів, був номінований на три премії Оскар.
Брукс з'являється в трьох допоміжних ролях: губернатор Вільям Дж. Ле Петоман, індіанський вождь, що розмовляє мовою іврит, і «авіатор/директор», який стоїть у черзі, щоб допомогти вдертися в Рок-Рідж (кивок на Говарда Хьюза); він також дублює репліки для однієї з трупи підтримки Лілі фон Штупп і вередливого кіноглядача. Актори другого плану включають Сліма Пікенса, Алекса Карраса та Девіда Хаддлстона, а також постійних акторів Brooks Дом Делуїз, Медлін Кан і Харві Корман. Керівник оркестру Каунт Бейсі має епізодичну роль у ролі самого себе, виступаючи зі своїм оркестром.
Фільм сповнений навмисних анахронізмів, від оркестру Каунта Бейсі, який грає "Квітень у Парижі" на Дикому Заході, до персонажа Пікенса, який згадує широкий світ спорту.
У 2006 році Бібліотека Конгресу визнала "Виблискуючі сідла" «культурно, історично чи естетично значущим» і відібрала для збереження в National Film Registry.

## Сюжет
На американському кордоні 1874 року новій залізниці, що будується, доведеться змінити маршрут через місто Рок-Рідж, щоб уникнути пливунів. Розуміючи, що Рок-Рідж коштуватиме мільйони, генеральний прокурор території Гедлі Ламарр планує змусити жителів Рок-Ріджа покинути місто та посилає банду головорізів на чолі з його лакеєм Таггартом, щоб застрелити шерифа та розгромити місто.
Жителі міста вимагають, щоб губернатор Вільям Дж. ле Петоман призначив нового шерифа, щоб захистити їх. Ламарр переконує недоумка Ле Петомана призначити Барта, чорношкірого залізничника, якого збираються стратити за напад на Таггарта. Чорний шериф, вважає Ламарр, образить городян, створить хаос і залишить Рок-Рідж на його милість.
Після початкового ворожого прийому (Барт бере себе в «заручники», щоб втекти), він покладається на свою кмітливість і допомогу Джима, алкоголіка-стрільця, відомого як «Вако Кід», щоб подолати ворожість жителів міста. Барт підпорядковує Монго, надзвичайно сильного й тупого, але філософського поплічника, посланого вбити його, а потім перехитрує німецьку спокусницю Лілі фон Штупп у її власній грі, і Лілі закохується в нього.
Після звільнення Монго туманно повідомляє Барту про зв'язок Ламарра із залізницею, тож Барт і Джим відвідують залізничне місце та дізнаються від найкращого друга Барта Чарлі, що залізниця планується проходити через Рок-Рідж. Таггарт і його люди прибувають, щоб убити Барта, але Джим переграє їх і змушує їх відступити. Ламарр, розлючений через те, що його плани не принесли результатів, набирає армію головорізів, включаючи звичайних злочинців, гангстерів-мотоциклістів, членів ку-клукс-клану, нацистів і методистів.
На схід від Рок-Ріджа Барт знайомить білих жителів із чорними, китайськими та ірландськими залізничниками, які всі погодилися допомогти їм в обмін на прийняття громадою, і пояснює свій план перемогти армію Ламарра. Коли Барт розуміє, що це не обдурить лиходіїв, жителі міста будують свої копії.
Барт, Джим і Монго виграють час, побудувавши «шлях губернатора Вільяма Дж. Ле Петоман», змушуючи  групу набігу посилати за дрібницею, щоб сплатити мито. Пройшовши платну платформу, рейдери атакують фальшиве місто та його населення манекенів, замінованих динамітом. Після того як Джим підриває бомби своєю гострою стрільбою, запускаючи поганих хлопців і коней у небо, Рок-Ріджери атакують лиходіїв.
У результаті бійка між городянами, залізничниками та головорізами Ламарра буквально ламає четверту стіну та вривається на сусідній знімальний майданчик, де режисер Бадді Бізарр знімає музичний номер у стилі Басбі з Берклі; бійка потім поширюється на комісаріат студії для бійки за їжу, і виливається з кінотеатру Warner Bros на вулиці Бербанка.
Ламарр, усвідомлюючи, що його побили, викликає таксі та наказує таксисту «вигнати мене з цієї картини». Він заходить у Китайський театр Манна, де показують прем'єру «Виблискуючі сідла». Сідаючи на своє місце, він бачить на екрані Барта, який прибуває верхи на коні біля театру. Барт блокує втечу Ламарра і стріляє йому в пах. Потім Барт і Джим заходять до кінотеатру, щоб подивитися кінець фільму, в якому Барт оголошує жителям міста, що він йде далі, тому що його робота зроблена (і, тому що йому нудно).
Виїжджаючи за місто, він знаходить Джима, який все ще їсть свій попкорн, і запрошує його з собою «в нікуди особливого». Двоє друзів ненадовго їдуть у пустелю, а потім злізуть і сідають у лімузин, який рушить на захід сонця.

## Акторський склад
- Клівон Літтл - шериф Барта
- Родні Аллен Ріппі - Молодий Барта
- Джин Вайлдер - Джима Вако Кіда
- Слім Пікенс - Таггара
- Харві Корман - Гедлі Ламарр
- Медлін Кан - Лілі фон Штупп
- Губернатор - Вільям Дж. Ле Петоман
- Бертон Гілліам - Лайла
- Алекс Каррас - Монго
- Девід Хаддлстон - Олсон Джонсон
- Ліам Данн - преподобний Джонсон
- Джон Хіллерман - Говард Джонсон
- Джордж Ферт - Ван Джонсон
- Клод Енніс Старретт молодший - Геббі Джонсон
- Керол Артур - Гаррієт Джонсон
- Річард Кольєр - лікар Сем Джонсон
- Чарльз Макгрегор - Чарлі
- Робін Хілтон - міс Стайн
- Дон Мегован - жувальна гумка
- Дом ДеЛуїз - Бадді Бізарр
- Роберт Ріджлі - Бориса, кат
- Ральф Манза - чоловік, одягнений як Гітлер

## Виробництво

### Розвиток
Ідея виникла в основі історії, написаної Ендрю Бергманом, яку він спочатку мав намір розробити та створити сам. "Я написав першу чернетку під назвою Tex-X" (гра на імені Малкольма Ікса), - сказав він. «Алан Аркін був найнятий режисером, а Джеймс Ерл Джонс збирався зіграти шерифа. Це розвалилося, як це часто трапляється». Брукс був захоплений історією, яку він описав як «розмови 1974 року та висловлювання, що відбуваються в 1874 році на Старому Заході», і придбав права на фільм у Бергмана. Хоча він не працював з командою сценаристів після Your Show of Shows, він найняв групу письменників (включно з Берґманом), щоб розширити план, і розмістив великий напис: «Будь ласка, не пишіть ввічливий сценарій».

### Кастинг
Прайор був першим вибором Брукса на роль шерифа Барта, але студія, відмовилась схвалити фінансування з Прайором у ролі зірки. Прайор мав арешти, пов'язаних із наркотиками. Роль шерифа Барта дісталася Клівону Літтлу, а Прайор залишився сценаристом. Брукс запропонував іншу головну роль, Малюка Вако, Джону Уейну, який відмовився, вважаючи фільм "надто блакитним" для його сімейного образу, але запевнив Брукса, що «він буде першим у черзі, щоб його побачити». Ден Дейлі був першим вибором Брукса на цю роль. Гіга Янга було обрано, але він впав під час своєї першої сцени через те, що пізніше було визначено як алкогольний абстинентний синдром, і Вайлдер був доставлений на його місце.
Джонні Карсон і Вайлдер обидва відмовилися від ролі Хедлі Ламарр до того, як Корман був обраний. Медлін Кан заперечила, коли Брукс попросила показати її ноги під час прослуховування. "Вона сказала: "Тож це таке прослуховування?", — згадує Брукс." Я пояснив, що я щасливий одружений чоловік і що мені потрібен хтось, хто міг би осідлати ніжками на стільці, як Марлен Дітріх у фільмі «Десті знову їде». Тож вона підняла спідницю й сказала: "Ніяких дотиків".

### Знімання
Основні зйомки розпочалися 6 березня 1973 року та були завершені на початку травня 1973 року. У Брукса були численні конфлікти щодо контенту з керівниками Warner Bros, зокрема часте використання слова "чорнуха", сцена спокушання Лілі фон Штупп, какофонія метеоризму навколо багаття та Монго, що вибиває коня. Брукс, чий контракт дав йому остаточну версію, відмовився вносити будь-які суттєві зміни, за винятком скорочення останньої фрази Барта під час спокушання Лілі: «Я не хочу розчаровувати вас, пані, але ви смокчете мою руку». Коли його пізніше запитали про численні згадки про «негрів», Брукс сказав, що отримав постійну підтримку від Прайора та Літтла. Він додав: «Якби сьогодні зробили рімейк "Виблискуючі сідла" [2012], вони б пропустили слово N. І тоді у вас не буде фільму». Брукс сказав, що отримав багато листів зі скаргами після виходу фільму.

## Позов
Під час зйомок кінозірка Хеді Ламарр, яка вже давно відстала, подала до суду на Warner Bros на 100 000 доларів. Суть звинувачення було в тому, що пародія на її ім'я у фільмі порушує її право на приватне життя. Брукс сказав, що йому лестило, і він вирішив не оскаржувати це в суді; студія домовилася в позасудовому порядку за невелику суму та вибачення за «майже використання її імені». Брукс сказав, що Ламарр «ніколи не зрозумів жарту». Цей позов буде згадуватися у жарті у фільмі, де герой Брукс, Губернатор, каже Ламарру, що «Це 1874 рік; ти зможеш подати до неї».

## Адаптації

### серіал
Телевізійний пілот під назвою «Чорний Барт» був створений для CBS на основі оригінальної історії Бергмана. У ньому Луїс Госсетт - молодший знявся в ролі Барта, а Стів Ландесберг — у ролі його напарника-п'яниці, колишнього офіцера Конфедерації на ім'я «Реб Джордан». Серед інших акторів були Міллі Славін і Нобл Віллінгем. Бергман зазначений як єдиний творець. CBS випустила в ефір пілот один раз 4 квітня 1975 року.

### Можлива сценічна постановка
У вересні 2017 року Брукс заявив про своє бажання в майбутньому зробити сценічну версію Blazing Saddles.

## У масовій культурі
Стандарт Рок-Рідж для компакт-дисків і DVD-носіїв названий на честь міста в Блейзінг-Седлс.
Мультфільм «Хороший, поганий і собака Гекльберрі» 1988 року є вестерн пародією, схожою на «Виблискуючі сідла». У головній ролі грає антропоморфна мультяшна собака Гекльберрі. Дія фільму розгортається в епоху Каліфорнійської золотої лихоманки, і в ньому є кілька подібних вигадок і приколів. Тут, як і Барта, Гека несподівано призначають шерифом, щоб захищати городян.
Анімаційний фільм 2022 року «Лапа люті: Легенда про Хенка» з Майклом Серою, Семюелем Л. Джексоном, Мішель Йео та Рікі Джерве спочатку мав назву "Виблискуючий самурай", а його творці назвали його однаково натхненним і вшануванням "Виблискуючі сідла". Брукс виступив виконавчим продюсером у виробництві, озвучив одного з персонажів і отримав авторство сценарію.